# Monticelli Brusati
Monticelli Brusati is een gemeente in de Italiaanse provincie Brescia (regio Lombardije) en telt 3998 inwoners (31-12-2004). De oppervlakte bedraagt 10,7 km², de bevolkingsdichtheid is 361 inwoners per km².

## Demografie
Monticelli Brusati telt ongeveer 1515 huishoudens. Het aantal inwoners steeg in de periode 1991-2001 met 21,6% volgens cijfers uit de tienjaarlijkse volkstellingen van ISTAT.
| Jaar | Inwoneraantal |
| ---- | ------------- |
| 1991 | 2968          |
| 2001 | 3610          |

## Geografie
Monticelli Brusati grenst aan de volgende gemeenten: Iseo, Ome, Passirano, Polaveno, Provaglio d'Iseo, Rodengo-Saiano.